# رماني دورفاسولا
رماني سوريكانثام دورفاسولا (من مواليد 30 ديسمبر 1965) أخصائية نفسية سريرية مرخصة وأستاذ علم النفس وخبيرة إعلامية ومؤلفة. سعت ورائها العديد من وسائل الإعلام لخبرتها في اضطراب الشخصية النرجسية والاعتداءات النرجسية، بما في ذلك ريد تيبل توك وبرافو، ولايف تايم موفي، وناشونال جيوغرافيك، وقناة التاريخ بالإضافة إلى برامج مثل عرض توداي و صباح الخير يا أمريكا.

## بداية حياتها
ولدت رماني سوريكانثام دورفاسولا  في إنجلوود، نيو جيرسي في 30 ديسمبر 1965. والدتها هي ساي دورفاسولا.  لديها أيضًا أخت اسمها بادما ساليسبري. 

## تعليمها
في عام 1989، حصلت دورفاسولا على بكالوريوس العلوم في علم النفس من جامعة كونيتيكت. وقد حصلت أيضًا على ماجستير الآداب في علم النفس ودكتوراه الفلسفة في علم النفس السريري من جامعة كاليفورنيا ، لوس أنجلوس (UCLA) في عام 1997.

## حياتها المهنية
لديها عيادة خاصة في سانتا مونيكا وأخرى في شيرمان أوكس، لوس أنجلوس. وهي أيضًا أستاذ علم النفس في جامعة ولاية كاليفورنيا، وأستاذ زائر في علم النفس في جامعة جوهانسبرغ. من الكتب التي ألفتها «لا تعرف من أنا»: كيف تحافظ على سلامة عقلك في عصر النرجسية والاستحقاق والفظاظة ، هل علي البقاء أم الذهاب: النجاة من علاقة تربطني بنرجسي ، السبب خلف ما تأكل هو جوهرك: غير موقفك الغذائي، وغير حياتك ، بالإضافة إلى المقالات الدورية التي راجعها زملائها، وفصول الكتب، وأوراق المؤتمرات.
كان أول ظهور لها على التلفاز في حلقة من حلقات برنامج ريموت كونترول. شاركت في استضافة برنامج «ماي شوبينق اديكشن» على قناة أوكسجين. وقدمت تعقيب خبير في كلٍ من برنامج توداي شوو وصباح الخير أمريكا. كما ظهرت في قنوات مثل: برافو ولايف تايم موفي وناشونال جيوغرافيك وقناة التاريخ وديسكوفري ساينس وانفيزتيقايشن ساينس.
في خريف 2010، تألقت في سلسلة «ثينتيرفينشن» على قناة برافو، حيث ترأست جلسات العلاج الجماعي لمساعدة ستة مشاركين على اكتشاف السبب وراء إفراطهم بالأكل. وهي شريكة في استضافة بودكاست الارتباك الجنسي. وهناك عدد من منصات التواصل على الإنترنت استضافتها كذلك، أبرزها ميدسيركل وشبكة تون.
كما أنها ألقت خطابًا في تيدإكس سيدونا وساوث باي ساوشويست. في جمعية علم النفس الأمريكية، كانت في لجنة الوضع الاجتماعي-السياسي من عام 2014 إلى 2017 (شغلت منصب الرئيسة في عام 2016), وهي عضو في المجلس الاستشاري لبرنامج الزمالة للأقليات.
موّلت معاهد الصحة الوطنية الأمريكية بحثها في اضطرابات الشخصية: ووافقت على منحة بقيمة 1.5 مليون دولار لدورفاسولا كي تبحث عن العلاقة فيما بين فيروس نقص المناعة البشرية والأمراض العقلية. وجدت الدراسة التي استمرت لأربع سنوات وتضمنت 288 مريضًا أن 92٪ من العينات عانت من الاكتئاب، أو اضطراب تعاطي المخدرات، أو اضطراب من المحور الأول. كما وجدت أن ما يقارب النصف منهم انطبقت عليهم معايير ما لا يقل عن اضطراب واحد من اضطرابات المحور الثاني (مثل: اضطراب الشخصية المعادية للمجتمع، أو اضطراب الشخصية الحدية أو اضطراب الشخصية النرجسية).

## الجوائز
حازت دورفاسولا على جائزة «الباحث الناشئ» في عام 2003 من الجمعية الأمريكية للنساء الجامعيات، وجائزة «المرأة المميزة» من CSULA.
بالإضافة إلى حصول جامعة ولاية كاليفورنيا على لقب أستاذ العام في عام 2012.

## حياتها الشخصية
تقيم دورفاسولا في لوس أنجلوس، حيث عاشت هناك منذ عام 1991. لديها ابنتان، مايا وشانتي. انفصلت عن زوجها في عام 2008 وطُلقا في العام الذي يليه.
في مقابلة مع مجلة Prevention، روت دورفاسولا بداية معاناتها مع وزنها في منتصف العشرينات من عمرها. وبعد إنجاب الأطفال، جعلها ضغط الموازنة بين حياتها المهنية وحياتها الشخصية تبحث عن «السلوان» في الطعام. زميلاتها الأمهات من مدرسة ابنتها، اللواتي قالت أنهن بصورة عامة رشيقات، لم يكن لطيفات معها. في استعدادها لحفل زفاف جربت عدة ثياب ساري أحضرتها لها والدتها من الهند ولكن لم يكن أي من هذه الثياب مناسبًا، بأعين دامعة، تعهدت بأن تفقد وزنًا، وبدأت نظامًا للمشي اليومي، ومُنتج في كل وجبة. ونزلت 65 رطلاً بعد أكثر من عام بقليل.

## روابط خارجية
- Doctor-Ramani.com ، الموقع الرسمي
- Dr. Ramani Durvasula على تويتر.
- د. راماني دورفاسولا على إنستغرام
- دليل لعلاقات أفضل ، مقالاتها لعلم النفس اليوم